# Univerza v Novem Sadu
Univerza v Novem Sadu (izvirno srbsko Универзитет у Новом Саду, latinsko Universitas Studiorum Neoplantensis) je druga največja javna univerza v Srbiji. Ustanovljena je bila leta 1960. Vključuje 13 fakultet (od teh jih je 8 v Novem Sadu, 3 v Subotici, po ena pa v Zrenjaninu in Somborju) ter eno umetniško akademijo. 

## Rektorji
Glejte glavni članek Seznam rektorjev Univerze v Novem Sadu.

## Oddelki
Fakultete
- Agronomska fakulteta
- Ekonomska fakulteta (Subotica)
- Fakulteta tehniških znanosti
- Fakulteta za šport in fizično izobraževanje
- Filozofska fakulteta
- Gradbena fakulteta (Subotica)
- Medicinska fakulteta
- Pedagoška fakulteta (Sombor)
- Pedagoška fakulteta v madžarskem jeziku (Subotica)
- Pravna fakulteta
- Naravoslovno-matematična fakulteta
- Tehniška fakulteta »Mihajlo Pupin« (Zrenjanin)
- Tehnološka fakulteta

Akademije
- Akademija umetnosti

Inštituti